# Onthophagus quinquetuberculatus
Onthophagus quinquetuberculatus là một loài bọ cánh cứng trong họ Bọ hung (Scarabaeidae).